# Piller József
Piller József (Budapest, 1988. augusztus 16. –) magyar labdarúgó, jelenleg az Egri FC középpályása.

## Pályafutása
2011-ben a Vasastól a holland másodosztályban szereplő SC Veendamhoz igazolt, de fél szezont követően szerződést bontottak vele. 2012 márciusában Pillert leigazolta az Egri FC.